# Bulbophyllum falcatocaudatum
Bulbophyllum falcatocaudatum là một loài phong lan thuộc chi Bulbophyllum.